# Монетная реформа Карла Великого

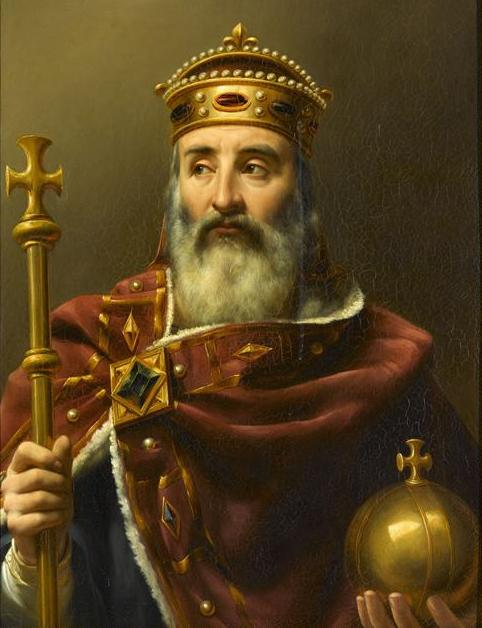
Карл Великий.
Картина французского художника XIX в. Л.-Ф. Амеля

Монетная реформа Карла Великого — ряд законодательных актов, касающихся чеканки монет, изданных во время правления Карла Великого (768—814). Реформа привела к формированию новой денежной системы в средневековой Западной Европе. Её суть состояла в централизации процесса выпуска денег. Основной монетой становился денарий, равный 1⁄240 фунта серебра весом 407—408 г. 12 денариев составляли шиллинг, 20 шиллингов — фунт. Шиллинг и фунт являлись счётными единицами. Реальных монет данного номинала при Карле Великом не чеканили. Реформа оказала большое значение на денежное обращение стран Западной Европы. Система из трёх денежных единиц в соотношении (240:20:1) была инкорпорирована в Англии и просуществовала вплоть до 1971 года. Схожие системы использовали в ряде немецких и итальянских государств, а также во Франции.

## Предпосылки
Падение Римской империи в 476 году и последующее за ним великое переселение народов привели к дезорганизации денежного обращения. Для его нормализации в Франкском королевстве во время правления Пипина Короткого в 754—755 годах был принят Вернонский эдикт, согласно которому 1 фунт стал подразделяться на 22, а не 25 шиллингов, как ранее. Также была запрещена неконтролируемая чеканка монет, а частные монетные дворы подлежали закрытию. Король становился единственным обладателем монетной регалии (права на выпуск денег в обращение) на территории государства.

## Суть реформы

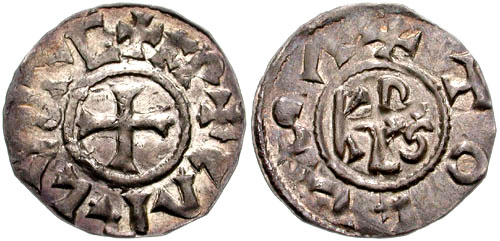
Денарий Карла Великого, отчеканенный в Тулузе

В 781 году главная монета государства империи денарий стала существенно тяжелее. Новым законом была установлена новая денежная система, согласно которой 1 фунт подразделялся на 20 шиллингов, каждый из которых в свою очередь — на 12 денариев. Таким образом, из 1 фунта серебра следовало чеканить 240 денариев. Также был определён нормативный вес фунта. Единица веса, равная 407—408 г, получила название каролингского фунта и именно она стала основой всего денежного обращения государства.
Полностью менялся внешний вид новых денариев. Аверс содержал крест в центре и круговую надпись «CARLVS REX FR[ANCORVM]». На реверсе в центре располагалась монограмма Карла Великого, а по кругу — обозначение города, в котором отчеканили данную монету. Известны также монетные типы денариев, на которых указан не королевский, а императорский титул монарха.
Усиление контроля центральной власти над процессом чеканки денег привёл к закрытию ряда монетных дворов. При Карле Великом полноценно работали 34 двора, из которых на территории современной Франции располагалось 22, а в Германии только 3 (в Трире, Майнце и Кёльне).

## Последствия

### Ближайшие последствия
Монетная реформа Карла Великого ввела в подконтрольных королю франков серебряный монометаллизм. При чеканке 240 монет из одного фунта чистого серебра вес одного денария должен был в идеале составлять 1,7 г. Технология выпуска монет того времени не позволяла наладить массовый выпуск с чёткими весовыми характеристиками каждого экземпляра. Большинство монет из кладов соответствующего периода весит 1,3—1,8 г. При таком широком разбросе срабатывал закон Грешема, который в классической формулировке гласит «Худшие деньги вытесняют из обращения лучшие». Более массивные монеты выводили из обращения. В результате 240 денариев из оборота, хоть и должны были весить около фунта, в действительности весили значительно меньше. Появились понятия счётного и весового фунтов. Счётный фунт соответствовал 240 монетам, весовой — количеству монет общим весом в один фунт.
Монетная реформа, хоть и была направлена на нормализацию денежного обращения, привела к формированию «номинальной» и «реальной» стоимости, которые относительно денежных единиц не соответствовали друг другу.

### Влияние на мировое денежное обращение
Новые денарии вскоре оказались наиболее востребованными в Западной Европе монетами. Изначально шиллинги и фунты являлись только счётными единицами. Впоследствии по мере порчи монет содержание серебра в денариях постепенно уменьшалось. Система из трёх денежных единиц в соотношении (240:20:1) была инкорпорирована в Англии. 240 пенни составляли 20 шиллингов или 1 фунт стерлингов вплоть до 1971 года. Во Франции до 1795 года 240 денье составляли 20 су или 1 ливр. Схожие системы использовали в ряде итальянских и немецких государств. В немецких государствах денарии получили название пфеннигов. 12 пфеннигов составляли 1 шиллинг (солид). Так, к примеру, в Бремене, как и других германских средневековых государствах, 1 фунт серебра составлял 20 шиллингов или 240 пфеннигов. Система просуществовала вплоть до середины XIV столетия.
Через Великобританию заложенная во время Карла Великого денежная система проникла в те части земного шара, о которых в IX столетии во Франкском королевстве и не подозревали. Система 240 пенсов = 20 шиллингов = 1 фунт применялась в многочисленных колониях Великобритании. В ряде стран она существовала и после обретения независимости от британского владычества. В Австралии каролингская монетная система просуществовала до 1966 года, в Нигерии — 1973 года.